# ياروسلاف بوروفيكا
ياروسلاف بوروفيكا (مواليد 26 نوفمبر 1931) هو لاعب كرة قدم. يلعب مع منتخب تشيكوسلوفاكيا لكرة القدم. سبق له أن لعب في كأس العالم لكرة القدم مع منتخب بلاده.

## روابط خارجية
- ياروسلاف بوروفيكا على موقع الاتحاد الدولي (مؤرشف)  (الإنجليزية)
- ياروسلاف بوروفيكا على موقع قاعدة بيانات كرة القدم.إي يو (الإنجليزية)
- ياروسلاف بوروفيكا على موقع بيانات كرة القدم. دي إي (الألمانية)
- ياروسلاف بوروفيكا على موقع ناشيونال فوتبول تيمز (الإنجليزية)
- ياروسلاف بوروفيكا على موقع Soccerway.com (الإنجليزية)
- ياروسلاف بوروفيكا على موقع عالم كرة القدم.نت (الإنجليزية)